# Squalus melanurus
El galludo cola negra (Squalus melanurus) es un escualiforme de la familia Squalidae, que habita alrededor de Nueva Caledonia en el océano Pacífico central, a profundidades de entre 320 y 340 m. Su longitud máxima es de 75 cm.
Su reproducción es ovovivípara.